# Мова, Виктор Иванович
Виктор Иванович Мова (укр. Віктор Іванович Мова) (род. 15 июля 1939) — советский и украинский производственный деятель, генеральный директор НПО «Электронмаш». Полный кавалер ордена «За заслуги» (1995, 1999, 2004).

## Биография
В 1968 окончил Харьковский политехнический институт. После чего стал работать инженером в НПО «Электронмаш». В 1987 стал главным инженером, а в 1990 и генеральным директором. При его участии были разработаны и налажен выпуск вычислительных и управляющих комплексов СМ1425, СМ1702, СМ1810, а также ряд персональных компьютеров, программно-аппаратных учебных комплексов, специализированных компьютеров с системой технической защиты информации, носителей информации. Освоен выпуск программно-технических средств управления ветрогенераторами, турбинными счётчиками левитационно-импульсного типа, автоматизированных систем учёта природного газа и контроля расчётов оного, кассовых аппаратов, печатных устройств и другой техники. Совместно с Институтом кибернетики имени В. М. Глушкова в 2004-2012 участвовал в разработке семейства интеллектуальных рабочих станций «Инпарком» (интеллектуальные параллельные компьютеры) для решения сложных задач (с приближённо заданными исходными данными и оценкой достоверности компьютерного решения) в энергетике, науке, промышленности и других сферах.

## Публикации
- Пр.: Электронные контрольно-кассовые аппараты семейства ЭРА: Учебное пособие. К., 1996 (в соавторстве);
- Интеллектуализация компьютеров — проблемы и возможности. Штучний інтелект, 2006. № 3 (в соавторстве);
- Численное программное обеспечение интеллектуального MIMD-компьютера Инпарком. К., 2007 (в соавторстве);
- Знаниеориентированные рабочие станции Инпарком. Штучний інтелект, 2009. № 1 (в соавторстве);
- Интеллектуальный персональный компьютер гибридной архитектуры. Штучний інтелект, 2012. № 3 (в соавторстве).[5]